# Langasandur
Langasandur és una petita localitat situada a la costa nord-est de l'illa de Streymoy, a les illes Fèroe. Forma part del municipi de Sunda. L'1 de gener del 2021 tenia 52 habitants. El seu nom significa "platja llarga".

## Geografia
Langasandur està situat a la costa nord-est de l'illa de Streymoy, enfront de les aigües de l'estret de Sundini. Hi ha una petita platja. Des del poble són ben visibles les cases de Svínáir de l'illa d'Esturoy, situades a l'altre cantó de l'estret. A l'est hi ha muntanyes que superen els 500 metres d'altitud que separen Langasandur de l'estreta vall de Saksun (Saksunardalur en feroès), que porta fins a la població de Saksun. Aquestes muntanyes són, de sud a nord, el Sandfelli (534 m) i els cims bessons de Knúkurin (589 m) i Langafjall (599 m).
Creua la localitat la carretera 594, que connecta Hvalvík amb Tjørnuvík resseguint la costa en un recorregut de 16 km. Al sud de Langasandur hi ha el pont de Streymin que travessa el Sundini i salva la separació entre les illes de Streymoy i Eysturoy.
A poc més de 2 km al nord del poble hi ha la cascada de Fossá, la més gran de les Illes Fèroe.

## Història
El poble va ser fundat el 1838. El 1894 es va construir la primera estació balenera de les Illes Fèroe a Gjánoyri, a uns 1 km al sud del poble. Hans Albert Grøn, de Sandefjord, va navegar des de Finnmarken en una dels seus vaixells baleners que estava fora de servei per a instal·lar-se a Gjánoyri, des d'on va iniciar la caça de balenes amb el seu vaixell anomenat Urd. El 1901 Grøn va construir la primera fàbrica industrial de l'arxipèlag, que estava ubicada al costat de l'estació balenera. L'estació balenera va tancar finalment el 1925.